# 共产主义工人组织 (英国)
共产主义工人组织（英語：Communist Workers Organisation，缩写为CWO）是英国的一个左翼共产主义政党。该党成立于1970年代中期，由活动于利物浦的“工人之声”组织、活动于英格兰北部和苏格兰的“革命观点”组织合并而成。1983年，该党和意大利的国际主义共产党发起组织了争取革命党国际局（2009年更名为国际主义共产主义倾向）。